# Arraia-Maeztu
Arraia-Maeztu är en kommun i Spanien.  Den ligger Álavaprovinsen i södra delen av den autonoma regionen Baskien i norra delen av landet, 280 km norr om huvudstaden Madrid. Antalet invånare är 822 (2024). Arean är 123,11 kvadratkilometer. Arraia-Maeztu gränsar till Agurain / Salvatierra och Dulantzi / Alegría. 